# 足立さやか
足立さやか (あだち さやか、?年10月27日 - ) は埼玉県出身のコ・ドライバー。

## 経歴
中学で陸上部に所属していた足立は寛骨臼裂離骨折を負い、リハビリを経て回復する。しかし、高校2年の時に再度同じ骨折を負い、このとき、同じリハビリスタッフと出会ったことから理学療法士を目指す。
大学卒業後、就職した病院でラリーをしている医師に出会いラリーに興味を持つ。その後、病院に勤めながらラリーに参戦する。そのためラリー会場では第二赤十字病院による献血のブースを展開したり、救命救急講習の講師を務めるなど、赤十字の広報としても活動した。
2002年から2005年まではドライバーとしてラリーに参戦。2010年から勝田範彦とペアを組み、全日本ラリー選手権で4年連続コ・ドライバーチャンピオンを獲得。さらに26戦連続ノーリタイアを記録した。またTRDラリーチャレンジでトヨタ自動車社長の豊田章男のコ・ドライバーも散発的に務めている。
2017年にはTOYOTA GAZOO Racingのラリーチャレンジプログラムに抜擢され、フィンランドに拠点を移した。2018年現在までヤルッコ・ニカラのパートナーとなり、フィンランド国内選手権を中心にコ・ドライバーとしての修行に励んでいる。またGAZOO Racing公式サイト内で『ラリー塾』というページを持ち、ラリーの内側やコ・ドライバーという仕事について広めている。
2018年終了を持ってドライバー育成プログラムが、リソースを勝田貴元に集中することを決めたため帰国。
以降は継続的な選手としての活動は行っていないが、全日本ラリー唐津2020での00カー乗車など散発的にコ・ドライバーとしての活動を継続している。